# .oz
.oz — псевдодомен верхнего уровня, в 1980-х и 1990-х годах использовавшийся в адресах отправителей почтовых сообщений из австралийской компьютерной научной сети MHSnet.
В те времена интернет был всего лишь одной из распределённых компьютерных сетей. Компьютеры, не соединённые с интернетом, но соединённые с другой компьютерной сетью (BITNET, CSNET, MHSnet или UUCP), могли обмениваться сообщениями через межсетевые шлюзы. Чтобы пройти через межсетевые шлюзы, сообщения из этих сетей обозначались такими доменными суффиксами, как .bitnet, .csnet, .oz и .uucp, однако в системе доменных имён интернета не было соответствующих доменов.
Адреса компьютеров, соединённых с сетью MHSnet, рассматривались как находящиеся в псевдодомене .oz. Сообщения от них пересылались в интернет с суффиксом .oz.au.
В настоящее время доменную зону .oz и регистрацию доменов в ней поддерживает OpenNIC.